# U-Boot-Klasse UC
Zur U-Boot-Klasse UC gehören U-Boote der Typen UC I, UC II und UC III. Hierbei handelte es sich um kleine – beim Typ UC I sogar bahntransportfähige – minenlegende U-Boote, die zum küstennahen Einsatz konzipiert waren. UC-Boote wurden durch die Kaiserliche Marine im U-Boot-Krieg während des Ersten Weltkrieges eingesetzt.

## Konzeption und Entwicklung
Neben dem klassischen Einsatz des Torpedos als Hauptwaffe kam das U-Boot auch als Träger weiterer Waffen in Frage. Für den Handelskrieg nach Prisenordnung war beispielsweise die Bewaffnung mit Artillerie von Bedeutung. Die Bestückung mit Minen hingegen ermöglichte den Angriff auf Orte, die für Überwasserstreitkräfte unerreichbar waren. Der Bedarf an U-Booten, die in der Lage waren, solche Unternehmungen durchzuführen, und diese auch schneller zu bauen waren als die Flotten-U-Boote, führte nach Kriegsbeginn zur Entwicklung der U-Boot-Klasse UC. Im Unterschied zu den meisten Typen ihrer Zeit handelte es sich bei den Booten dieser Klasse im Wesentlichen um Einhüllenboote; das bedeutet, das Fahrzeug besteht aus einem Druckkörper, in dem die zum Tauchvorgang zu befüllenden Tauchzellen integriert sind. Diese Bauweise – nach Art der ersten experimentellen U-Boote des späten 19. Jahrhunderts – galt zu diesem Zeitpunkt eigentlich bereits als überholt. Der Typ UC I war nach dem russischen Boot Krab der zweite speziell für den Minenkrieg konstruierte U-Bootstyp. SM UC 11 verlegte am 31. Mai 1915 als erstes U-Boot in der Seekriegsgeschichte Seeminen: Zwölf Minen wurden kurz vor Mitternacht nahe dem Feuerschiff South Goodwin gelegt und beschädigten schon am Folgetag den britischen Zerstörer HMS Mohawk der Tribal-Klasse schwer.
Ihren Namen erhielt die U-Boots-Klasse UC nach dem Kriegsauftrag C der Inspektion des Torpedowesens der Kaiserlichen Marine. Ursprünglich wurden damit nur die Boote vom Typ UC I bezeichnet, deren marineinterne Benennung jedoch Projekt 35a lautete. Die Bezeichnung C übertrug sich dann auch auf die Folgeentwürfe UC II (Projekt 41) und UC III (Projekt 41a).

## Typ UC I

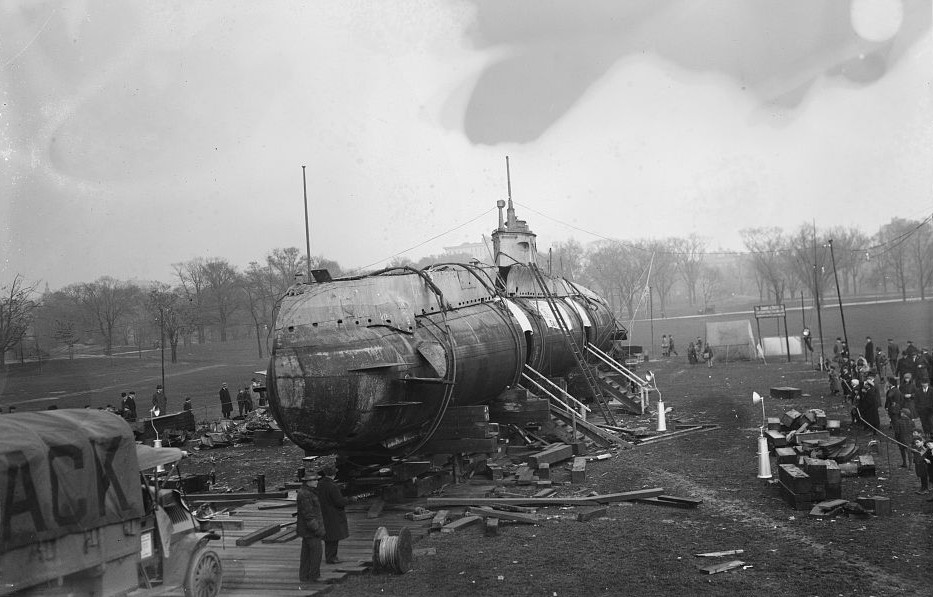
UC 5 vom Typ UC I wurde in New York ausgestellt, um für Kriegsanleihen zu werben

Dieser Typ baute auf der Entwicklung des zeitgleich entwickelten Typs UB I auf, war allerdings etwas größer und verfügte statt einer Torpedobewaffnung über Minenabwurfschächte – insgesamt sechs Schächte zur Aufnahme von zwölf Minen. Der Typ UC I war ein reines Minenboot, dessen schräg angeordnete Minenschächte den Abwurf während der Fahrt ermöglichten. Die Bauaufträge für die ersten Boote dieses Typs ergingen am 23. November 1914 durch das Reichsmarineamt an die beiden Werften AG Vulkan Hamburg und AG Weser in Bremen. Das erste Boot dieses Typs lief am 26. April des Folgejahres in Hamburg vom Stapel. UC 1 bis UC 11 wurden per Bahn nach Flandern und UC 12 bis UC 15 nach Pola transportiert. Da keinerlei Daten oder Erfahrungswerte über den Einsatz von U-Booten mit so geringer Größe vorlagen, bestand von Seiten der Fachleute Misstrauen bezüglich deren Einsatzmöglichkeiten, woraus sich das geringe Auftragsvolumen ergab.
- AG Vulkan, Hamburg: UC 1 bis UC 10
- AG Weser, Bremen: UC 11 bis UC 15

| Gebaute Einheiten UC I |                     |                           | |
| Nummer                 | Anzahl Feindfahrten | Versenkungserfolg         | Verbleib                                                                                                   |
| UC 1                   | 80                  | 41 Schiffe mit 58.938 BRT | am 19. Juli 1917 bei Nieuwpoort auf Mine gelaufen                                                          |
| UC 2                   | 2                   | 0 BRT                     | am 2. Juli 1915 bei Great Yarmouth (52° 28′ N, 1° 48′ O) von SS Cottingham gerammt und versenkt            |
| UC 3                   | 29                  | 22 Schiffe mit 30.592 BRT | am 27. Mai 1916 bei Zeebrugge auf Mine gelaufen                                                            |
| UC 4                   | 73                  | 36 Schiffe mit 44.788 BRT | bei Kriegsende am 5. Oktober 1918 in Zeebrugge gesprengt                                                   |
| UC 5                   | 29                  | 30 Schiffe mit 37.231 BRT | am 27. April 1916 bei 51° 59′ N, 1° 39′ O gestrandet und von den Engländern geborgen                       |
| UC 6                   | 89                  | 55 Schiffe mit 65.624 BRT | seit 27. September 1917 bei Kentish Knock (53° 41′ N, 1° 37′ O) verschollen                                |
| UC 7                   | 34                  | 32 Schiffe mit 49.244 BRT | seit 5. Juli 1916 verschollen                                                                              |
| UC 8                   | 1                   | 0                         | 14. November 1915 in Holland auf Grund gelaufen und später in Holland als M1 in Dienst gestellt            |
| UC 9                   | 2                   | 0                         | am 21. Oktober 1915 durch eigene Mine versenkt                                                             |
| UC 10                  | 17                  | 18 Schiffe 31.004 BRT     | am 21. August 1916 durch HMS E54 versenkt                                                                  |
| UC 11                  | 83                  | 22 Schiffe mit 33.708 BRT | am 16. Juni 1918 im Ärmelkanal durch Mine versenkt                                                         |
| UC 12                  | 7                   | 6 Schiffe mit 3.289 BRT   | am 16. März 1916 durch eigene Mine bei Tarent versenkt und von der Regia Marina als X 1 in Dienst gestellt |
| UC 13                  | 3                   | 3 Schiffe mit 387 BRT     | am 29. November 1915 an der türkischen Küste auf Grund (41° 9′ N, 30° 30′ O) gelaufen und verschrottet     |
| UC 14                  | 38                  | 16 Schiffe mit 22.064 BRT | am 3. Oktober 1917 bei Zeebrugge auf Mine gelaufen                                                         |
| UC 15                  | 8                   | 1.224 BRT                 | im November 1916 im Schwarzen Meer verschollen                                                             |

## Typ UC II

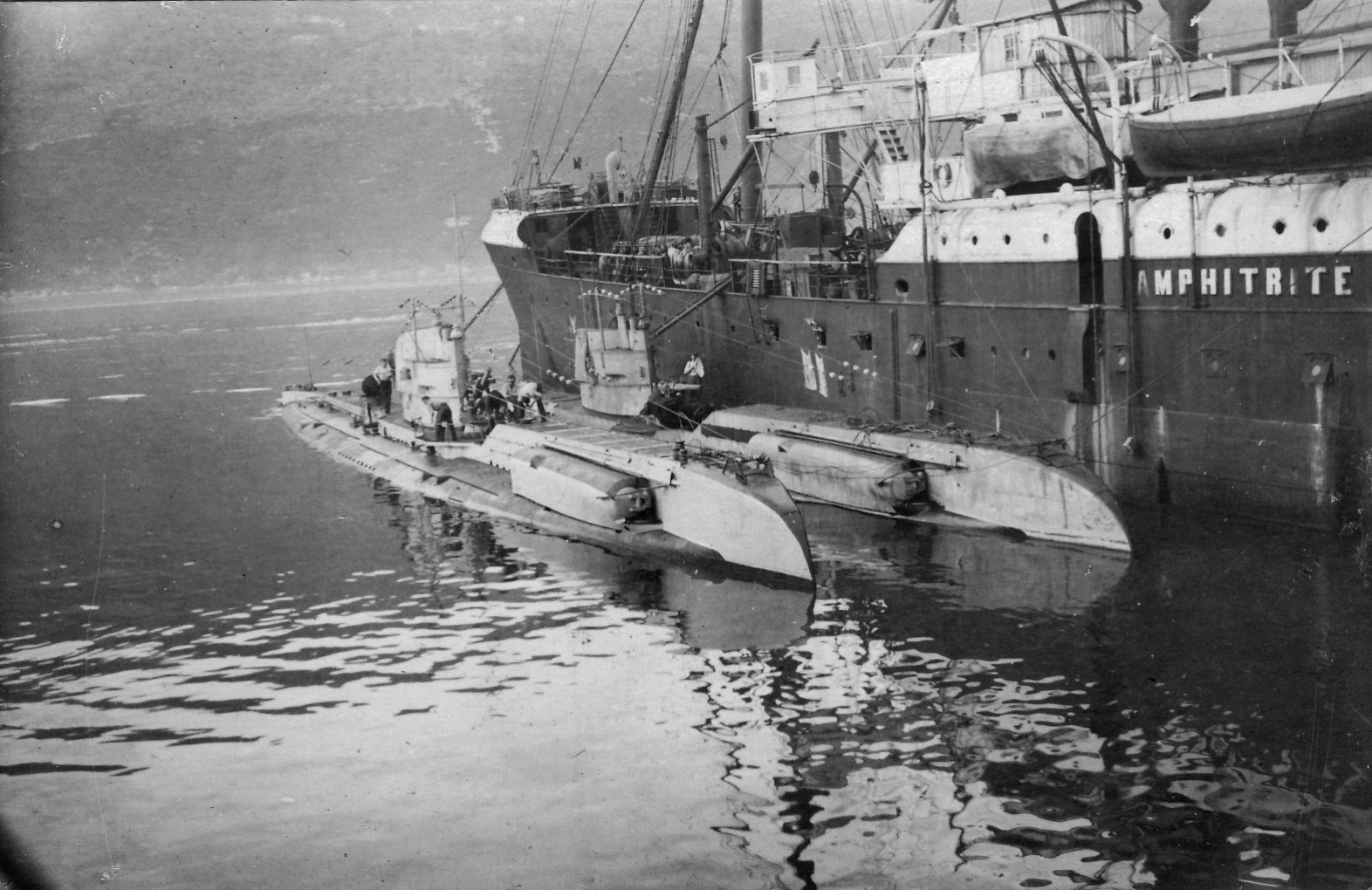
Zwei UC II Boote neben einem Versorgungsschiff

Im Herbst 1915 kam der U-Boot-Krieg aufgrund der Intervention der neutralen USA fast zum Erliegen, weshalb der Bedarf an minenlegenden U-Booten – die einen völkerrechtlich akzeptierten Minenkrieg führten – sich erhöhte. Dem trug die Entwicklungsabteilung der Unterseeboot-Inspektion mit der Konstruktion eines größeren Minenlegers Rechnung, der 18 Minen transportieren konnte und die Unzulänglichkeiten des Typs UC I beheben sollte. Der Folgetyp war nicht nur größer und mit jeweils Zwei-Wellen-Anlage ausgestattet, er verfügte mit Torpedorohren und Artillerie auch über zusätzliche Bewaffnung. Der wesentliche Unterschied zum Vorgänger bestand aber darin, dass Boote des Typs UC II das Prinzip der Zweihüllenboote wieder aufnahmen. Die UC II-Boote waren jedoch nicht reine Zweihüllenboote, sondern stellten einen Zwischentyp dar; denn das Außenschiff umschloss den Druckkörper nicht, sondern setzte als Satteltank an ihm an. Die ersten Aufträge zum Bau der UC II Boote ergingen an Blohm und Voss (SM UC 16 bis SM UC 24) und die Vulcanwerft in Hamburg (UC 25 bis SM UC 33). Im Herbst dieses Jahres wurde das Volumen auf 21 Boote und am 11. Januar 1916 durch persönliche Initiative von Großadmiral Alfred von Tirpitz nochmals erhöht. Da weitere Boote – zusätzlich zu den bereits georderten – in Auftrag gegeben wurden, wurde dies der erste Großauftrag dieser Waffengattung, der insbesondere bei der Hamburger Blohm + Voss-Werft in Serienproduktion abgearbeitet wurde.
- Blohm + Voss, Hamburg: SM UC 34 bis SM UC 39 bis Sommer 1916
 nach Erweiterung des Auftrags: SM UC 65 bis SM UC 73 bis Herbst 1916
- Vulcanwerft, Hamburg: SM UC 40 bis SM UC 45 bis Sommer 1916
 nach Erweiterung des Auftrags: SM UC 74 bis SM UC 79
- AG Weser, Bremen: UC 46 bis UC 48
- Kaiserliche Werft Danzig: UC 49 bis UC 64

## Typ UC III

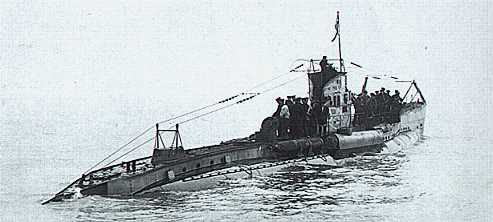
S.M UC 95, ein UC III Boot, im September 1918 in Dienst gestellt

Das Reichsmarineamt stellte im Sommer 1917 verschiedene zu behebende Mängel beim Typ UC II fest. Die Besatzungen hatten die Zugluft im Bootsinneren und die erhebliche – insbesondere in der kalten Jahreszeit lästige Nässe der Brücke bemängelt. Zudem waren die Taucheigenschaften des Typs unbefriedigend. Die Entwicklung eines weiteren Minenlegers sollte darauf reagieren und zusätzlich den Wunsch der Admiralität nach einer stärkeren Artilleriebewaffnung Rechnung tragen. Der Typ UC III verfügte gegenüber seinem Vorgänger über folgende Anpassungen / Änderungen
- Anpassung der Rohrdurchmesser zum Fluten und Entlüften und dadurch eine deutlich geringere Flutzeit
- Stärkere Artilleriebewaffnung durch ein 10,5 cm SK L/45
- Gestreckterer und flacherer Bug, dadurch nur noch eine Kapazität von 14 Minen (alle nass gelagert)
- Verlegung der Bugtorpedorohre nach Mittschiffs
- Größerer Dieselvorrat

Ende Juni 1917 wurden 43 Boote dieses Typs in Auftrag gegeben, nur ein kleiner Teil wurde bis Kriegsende fertiggestellt.
- UC 80 bis UC 89 wurde unfertig in der Werft abgewrackt
- UC 90 bis UC 105 wurde bei Blohm + Voss in Hamburg fertiggestellt
- UC 106 bis UC 114 wurden ohne Motoren an die Alliierten ausgeliefert
- UC 115 bis UC 138 wurde unfertig in der Werft abgewrackt

## Technische Daten
| Typ:                                            | UC I                                                            | UC II | UC III |
| ----------------------------------------------- | --------------------------------------------------------------- | --- | --- |
| Bauzeitraum                                     | 1915                                                            | 1916–1918 | 1917–1918 |
| Dienstzeitraum                                  | 1915–1918                                                       | 1916–1918 | 1918 |
| Bestellte Einheiten                             | 15                                                              | 64 | 113 |
| Gebaute Einheiten                               | 15                                                              | 64 | 59 |
| Abgelieferte Einheiten                          | 15                                                              | 64 | 25 |
| In Dienst gestellte Einheiten                   | 15                                                              | 64 | 16 |
| Versenkte Einheiten                             | 14                                                              | 46 | 1 |
| Verschrottete Einheiten                         | 1                                                               | 18 | |
| Verdrängung über/unter Wasser                   | 168/183 t                                                       | 417/493 t | 474/560 t |
| Länge                                           | 33,99 m                                                         | 49,4 m | 56,1 m |
| Breite                                          | 3,15 m                                                          | 5,2 m | 5,5 m |
| Tiefgang                                        | 3,04 m                                                          | 3,7 m | 3,8 m |
| Druckkörper ø                                   | 3,15                                                            | k. A. | k. A. |
| max. Tauchtiefe                                 | 50 m                                                            | 50 m | 75 m |
| Tauchzeit                                       | 22 s                                                            | 35 s | 18 s |
| Antrieb                                         | 1 × 90 PS Diesel 1 × 175 PS E-Motor                             | 2 × 250 PS Diesel 2 × 230 PS E-Motor | 2 × 300 PS Diesel 2 × 385 PS E-Motor                                                                                   |
| Geschwindigkeit über/unter Wasser               | 6,2/5,2 kn                                                      | 11,6/7,0 kn | 11,5/6,6 kn |
| Reichweite über Wasser Reichweite unter Wasser: | 750 sm bei 5 kn 50 sm bei 4 kn                                  | 9.430 sm bei 7 kn 55 sm bei 4 kn | 10.000 sm bei 7 kn 40 sm bei 4,5 kn                                                                                    |
| Batteriekapazität                               | 1 Stunde                                                        | | |
| Bewaffnung                                      | 6 × Minenschächte, 12 × UC 120 Minen 1 × 7,92mm Maschinengewehr | 2 × Bugtorpedorohre 1 × Hecktorpedorohr 7 Torpedos 50 cm Deckgeschütz: 1 × 8,8 cm SK L/30 (133 Granaten) 6 Minenschächte, 18 × UC 200 Minen | 2 × Bugtorpedorohre 1 × Hecktorpedorohr 7 × Torpedos 50 cm Deckgeschütz: 1 × 10,5 cm SK L/45 6 Minenschächte, 14 Minen |
| Besatzung                                       | 14 (13 Mannschaften, 1 Offizier)                                | 26 (23 Mannschaften, 3 Offiziere) | 32 (29 Mannschaften, 3 Offiziere)                                                                                      |